# 钩孢毛菌目
钩孢毛菌目（学名：[Harpellales] 错误：{{Lang}}：文本有斜体标记（帮助））为梳霉纲的一个目。此目真菌的模式属为钩孢毛菌属(Harpella)。
本目原本隸屬於毛菌綱，在毛菌綱被拆分後和內孢毛菌目一同被歸入梳黴亞門中。

## 下级分类
- 钩孢毛菌科 Harpellaceae
- 侧孢毛菌科 Legeriomycetaceae